# Goetzea elegans
Goetzea elegans är en potatisväxtart som beskrevs av Wydl. Goetzea elegans ingår i släktet Goetzea och familjen potatisväxter. IUCN kategoriserar arten globalt som starkt hotad. Inga underarter finns listade i Catalogue of Life.

## Bildgalleri

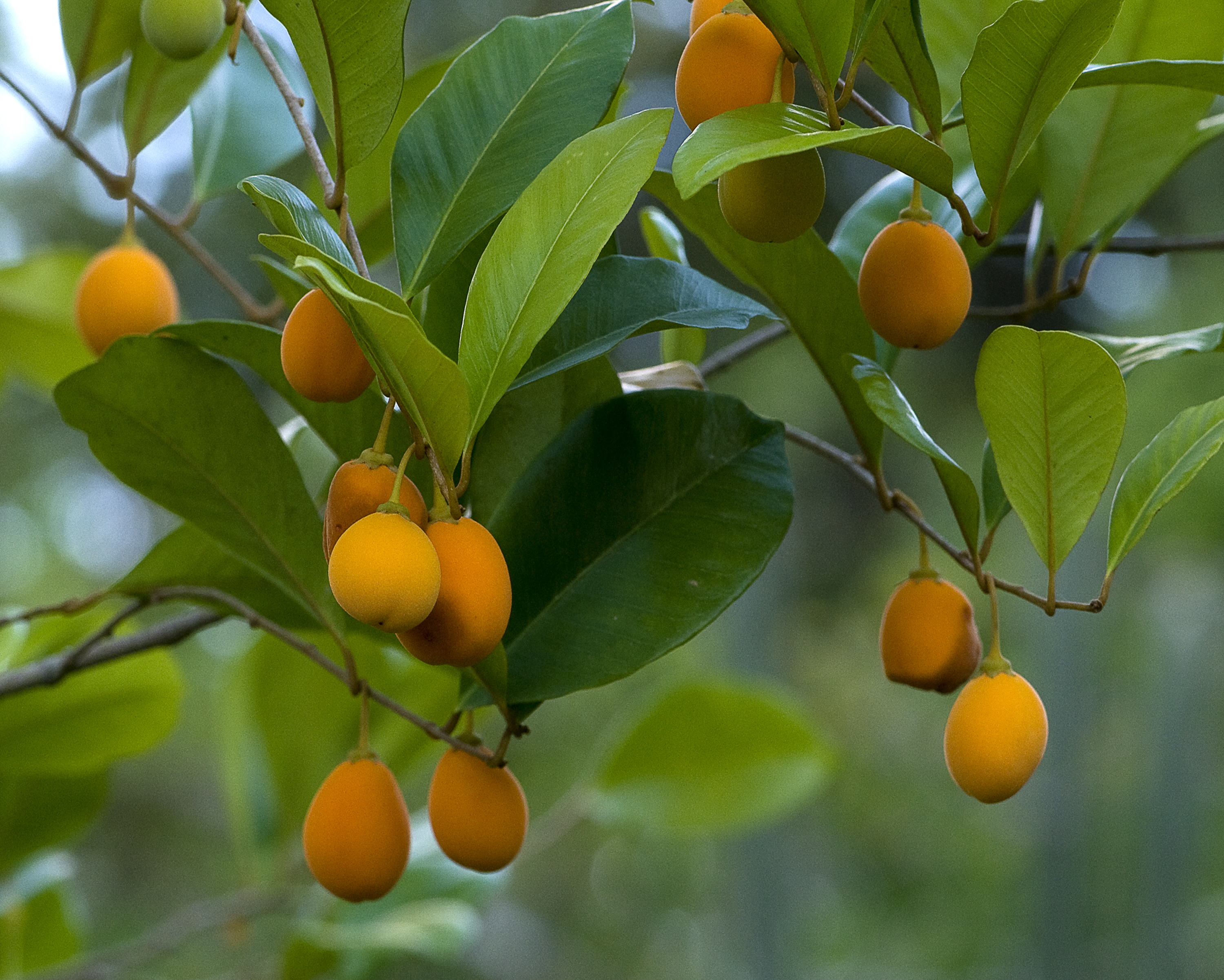
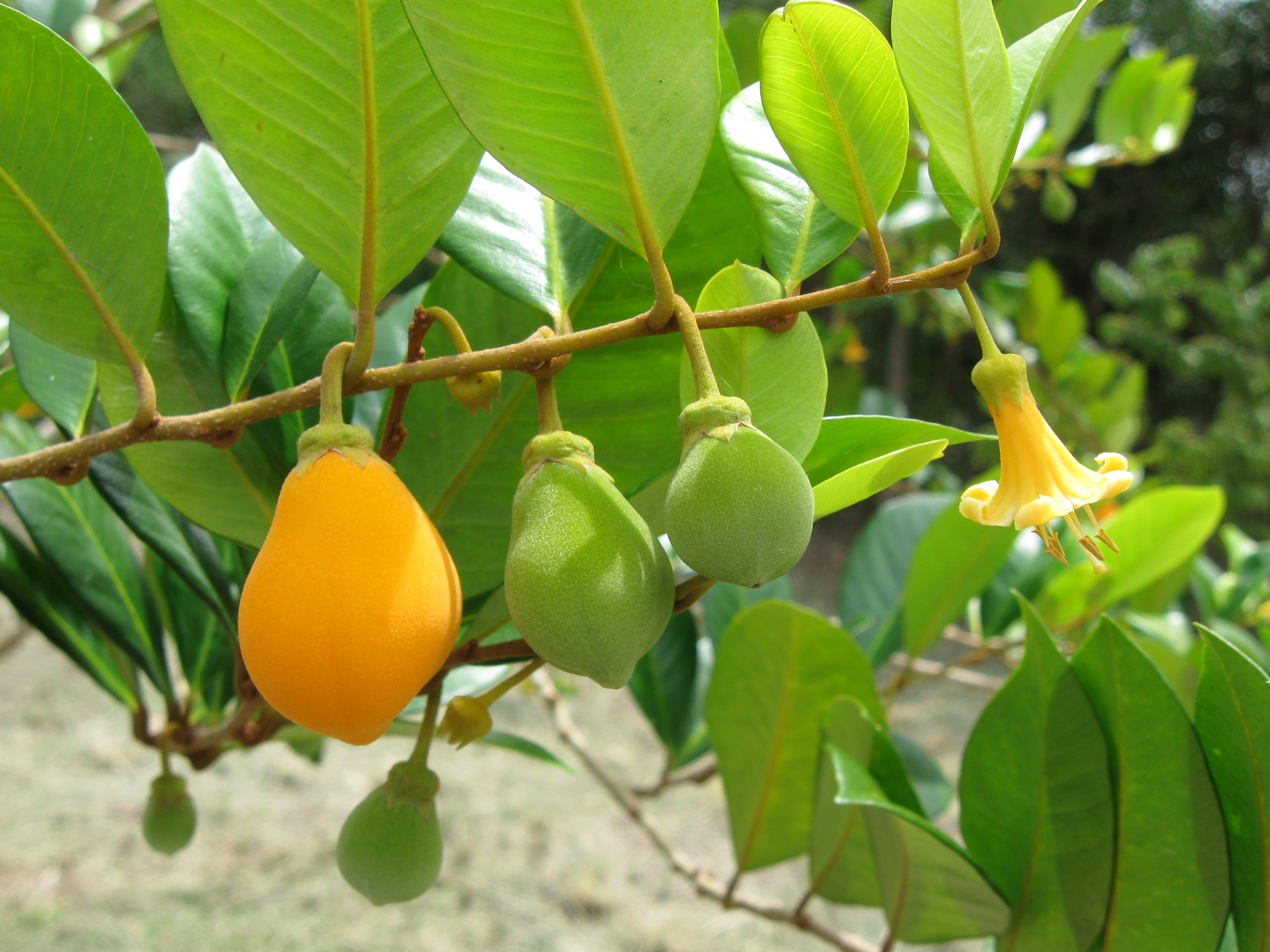
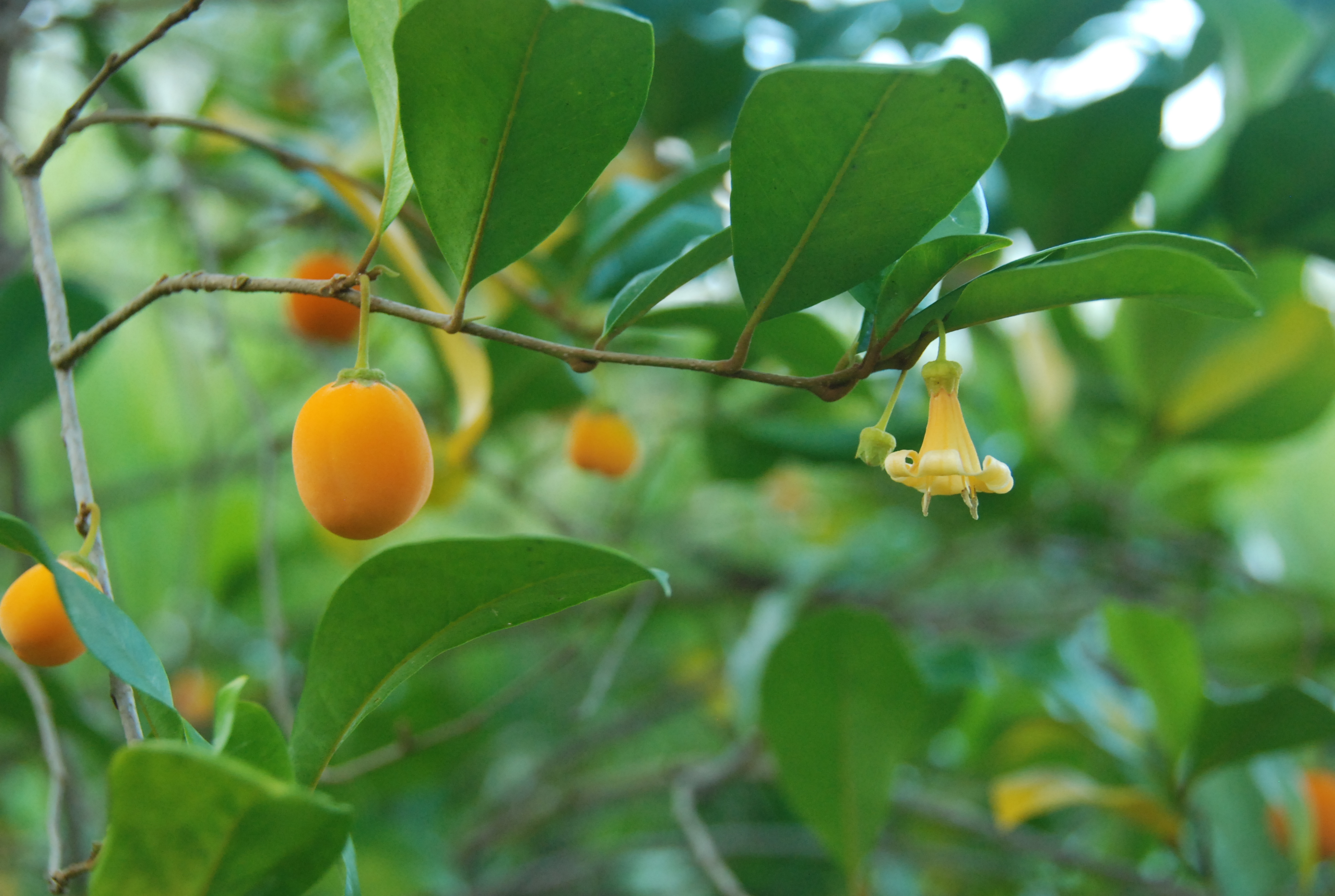
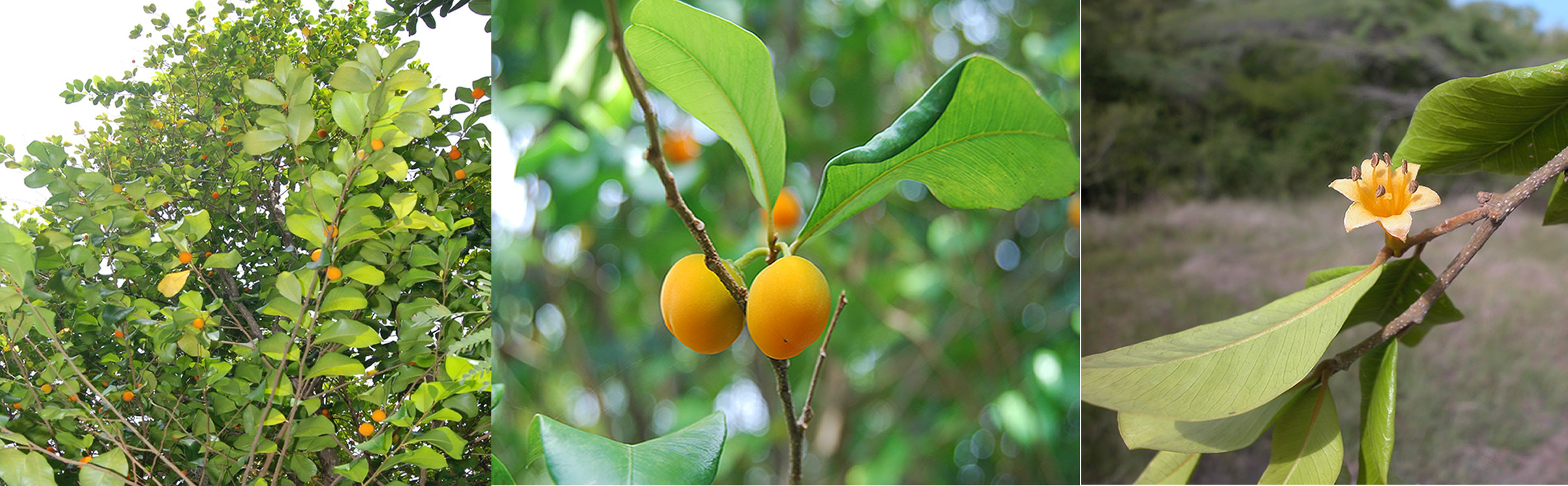